# Gadirtha medionigra
Gadirtha medionigra är en fjärilsart som beskrevs av Walter Karl Johann Roepke 1938. Gadirtha medionigra ingår i släktet Gadirtha och familjen trågspinnare. Inga underarter finns listade i Catalogue of Life.